# Episodi di Tredici (quarta stagione)

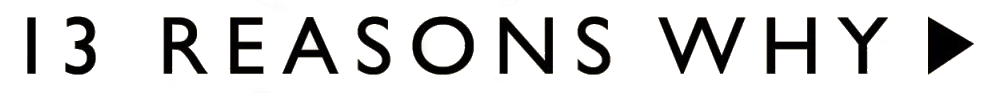
Logo della serie

La quarta e ultima stagione della serie televisiva Tredici, composta da dieci episodi, è stata interamente pubblicata sul servizio di video on demand Netflix il 5 giugno 2020, in tutti i territori in cui il servizio è disponibile.
| nº | Titolo originale     | Titolo italiano               | Pubblicazione |
| -- | -------------------- | ----------------------------- | ------------- |
| 1  | Winter Break         | Vacanze invernali             | 5 giugno 2020 |
| 2  | College Tour         | La visita al college          | 5 giugno 2020 |
| 3  | Valentine's Day      | San Valentino                 | 5 giugno 2020 |
| 4  | Senior Camping Trip  | Il campeggio dell'ultimo anno | 5 giugno 2020 |
| 5  | House Party          | Festa in casa                 | 5 giugno 2020 |
| 6  | Thursday             | Giovedì                       | 5 giugno 2020 |
| 7  | College Interview    | Il colloquio per l'università | 5 giugno 2020 |
| 8  | Acceptance/Rejection | Ammissione/Rifiuto            | 5 giugno 2020 |
| 9  | Prom                 | Il ballo                      | 5 giugno 2020 |
| 10 | Graduation           | Il diploma                    | 5 giugno 2020 |

## Vacanze invernali
- Titolo originale: Winter Break
- Diretto da: Russell Mulcahy
- Scritto da: Brian Yorkey

### Trama
Si sta celebrando il funerale di uno studente dell'ultimo anno. La tragedia, l'ennesima che la scuola deve fronteggiare, stavolta ha coinvolto anche altri istituti, in una scia di sangue che sembra non voler finire.
Sei mesi prima. Le vacanze natalizie si avvicinano e Justin torna a casa pienamente ristabilito dalla comunità di recupero. Chi invece non sta affatto bene è Clay, tormentato da un incubo notturno ricorrente in cui Monty è ancora vivo e lo accusa di avergli addossato la colpa per l'omicidio di Bryce. Tyler è convocato dallo sceriffo per giustificare le armi rinvenute nel lago perché, nonostante l'acqua abbia cancellato le impronte, i poliziotti possono ricollegarlo all'acquisto del borsone che le conteneva. Clay inizia a soffrire di attacchi di panico e ad avere strane visioni in cui gli appare Monty.
Espulso dalla Hillcrest, Winston Williams decide di trasferirsi alla Liberty per scoprire la verità sulla morte dell'amato Monty. Sfruttando l'essere stato il fotografo della Hillcrest, Winston diventa amico di Tyler e gli chiede in prestito gli annuari degli anni passati, così da poter indagare su Clay e la sua cerchia. Il preside Bolan ha acconsentito alla richiesta di installare un presidio della polizia dentro la scuola, controllando gli studenti all'ingresso con il metal detector. Tony ha bisogno di soldi per far rientrare la sua famiglia negli Stati Uniti, quindi comincia a interessarsi ai pericolosi quanto redditizi combattimenti estremi. Dopo aver convinto sua madre a farle terminare l'anno scolastico alla Liberty, Ani si trasferisce a vivere a casa di Jessica. Quest'ultima la porta in un bosco per compiere un rituale propiziatorio, bruciando l'ultima cassetta rimasta con la confessione di Bryce. Da quel momento, Jessica inizia a “vedere” Bryce. Zach sta affrontando i rimorsi del passato con l'alcol. Estela de la Cruz, sorella di Monty, chiede a Jessica di poter entrare nel suo gruppo anti-violenza. Lo sceriffo Diaz, che si sta occupando del caso Walker, nutre dei sospetti circa i metodi d'indagine adottati da Standall, sospettando che stia proteggendo gli amici di suo figlio. Alex bacia Zach, pur precisando di non essere gay e provare per lui niente di più che una forte amicizia.
A scuola Clay è protagonista di una rissa con alcuni giocatori di football, i quali lo hanno accusato di essere l'assassino di Monty. I suoi genitori lo costringono a tornare dal dottor Ellman, a cui confida di aver sofferto di attacchi di panico, senza però menzionare la catena di eventi scatenata dalla morte di Hannah Baker. Tornato dalla seduta, Clay trova lo stereo della camera acceso con la registrazione di Bryce e due tizi allontanarsi a piedi, riconoscendovi Monty e lo stesso Bryce. L'intontito Clay vede la macchina della polizia accostare davanti a casa sua.

## La visita al college
- Titolo originale: College Tour
- Diretto da: Russell Mulcahy
- Scritto da: Allen MacDonald

### Trama
Priya Singh incolpa la sua generazione di non aver prestato sufficiente attenzione ai problemi che hanno finito per ricadere sulle spalle dei loro figli.
Sei mesi prima. Clay è sempre più sull'orlo del blackout, non dorme la notte e non è riuscito a presentare nessuna domanda per il college. La porta dell'ufficio del preside Bolan è vandalizzata con la scritta in vernice rossa Monty was framed. Gli studenti dell'ultimo anno si recano in visita alla vicina Sanderson University, dove insegna il padre di Clay che è anche il preside della facoltà di Lettere. Sull'autobus Clay trova una bomboletta di vernice rossa, molto probabilmente usata per la scritta, e la nasconde nello zaino prima dell'arrivo di Bolan. A Sanderson Clay segue Zach, andato a ubriacarsi in una confraternita, sottoponendosi alla stessa gara di bevute. Piuttosto alticcio, Clay si ritrova nella camera da letto di una ragazza ubriaca, fidanzata con un membro della confraternita, dopo aver visto Bryce vantarsi che in fondo piacerebbe anche a lui poterla stuprare. Clay tenta di fuggire dal fidanzato della ragazza, convinto che intendesse stuprarla, venendo bloccato dagli altri ragazzi prima che si scateni l'inevitabile rissa. Avvertito dal servizio d'ordine dell'università, il padre di Clay si dice deluso dal suo comportamento, soprattutto perché ha mandato all'aria il colloquio d'ammissione che era riuscito a fargli ottenere.
Justin è rimasto affascinato dalla Sanderson, vedendo nell'università una via di riscatto ai travagli del suo passato, e desidera non allontanarsi troppo dalla sua nuova famiglia. Tuttavia, allo stesso tempo Justin non vorrebbe pesare economicamente sui Jensen e togliere opportunità di studio a Clay, il quale al contrario non vede l'ora di scappare da Evergreen e dalle sue tribolazioni. Bolan decide di non punire Clay per quanto avvenuto alla Sanderson, concedendogli l'attenuante del momento difficile che ha attraversato, pur precisando che gli è giunta una segnalazione secondo la quale è lui l'autore della scritta con la vernice. Ani sprona Jessica a stringere i denti fino alla maturità, senza sapere che l'amica continua a vedere Bryce. Alex è confuso sulla propria identità sessuale, poiché dopo il bacio con Zach ha ricevuto un tentativo di approccio da parte di Winston, respinto con gentilezza. Rispettando la decisione di Alex, Winston ottiene almeno la sua amicizia. Estela chiede ad Ani se sa cosa possa aver spinto Monty a fare del male a Bryce. Zach sfoga il proprio disagio con Chloe, dicendole che non è in grado di aiutarla. Tony è preso di mira da Ted, uno dei poliziotti che controllano la Liberty, accusandolo di essere razzista e di tenerlo sotto controllo solamente perché è ispanico.
Clay confida al dottor Ellman di essersi eccitato pensando a cosa avrebbe potuto fare alla ragazza stesa sul letto a Sanderson. Ellman lo avverte che il percorso di analisi potrebbe essere lungo e riservargli ancora qualche dolore prima della risalita. A casa, Clay trova seduto al tavolo con i suoi genitori lo sceriffo Diaz, venuto a illustrare loro le misure di sicurezza attuate a scuola. Clay resta scioccato nel trovare una seconda vernice spray dentro il suo zaino. Quella notte Clay, intento a compilare una domanda per il college e tormentato dal solito tarlo Monty, inizia a scrivere che lui e i suoi amici hanno coperto un omicidio.

## San Valentino
- Titolo originale: Valentine's Day
- Diretto da: Michael Sucsy
- Scritto da: Hayley Tyler

### Trama
Clay è vittima di stalking da parte di qualcuno che si è impossessato del cellulare di Monty e sta seguendo ogni sua mossa, minacciandolo di svelare le prove dell'omicidio di Bryce. Stanco di essere perseguitato, Clay confida ad Ani quello che gli sta succedendo e la invita al ballo di Primavera, tentando di ritrovare un po' di normalità. Lo stalker però non molla la presa e gli promette che potrà avere il telefono di Monty la sera del ballo, ma dovrà seguire le sue indicazioni. Come se non bastasse, Tony lo mette in guardia dallo strano comportamento di Tyler, ultimamente diventato parecchio evasivo. Jessica propone alle compagne del suo gruppo di partecipare tutte insieme al ballo come segno di unità. Siccome però ognuna di loro è impegnata, Jessica decide di ripiegare su Charlie, con l'obiettivo di ingelosire Justin. Quest'ultimo non parteciperà perché ha deciso, seguendo il consiglio del coach Kerba, di aggregarsi a un gruppo di recupero per tossicodipendenti. Alex è sempre più innamorato di Winston, al punto di invitarlo al ballo.
La sera del ballo Clay riceve una telefonata in cui lo stalker si dice pronto a presentarsi. Messo davanti alla decisione se ignorarlo e stare con Ani oppure andare a scoprire la verità, Clay sceglie la seconda opzione. Intanto, Tony sorprende Tyler a salire in macchina con Standall. Justin arriva alla festa, ingelosendosi nel vedere che Jessica ha scaricato Charlie per ballare con Diego Torres, un suo compagno di squadra. La voce camuffata dello stalker conduce Clay nelle docce, dove vede tracce di sangue alla parete in quella che dovrebbe essere la simulazione della morte di Monty in carcere. Clay impugna il coltello trovato per terra e viene mandato sul campo di football, dove la sua mente impazzita gli mostra il corpo dell'agonizzante Monty. In realtà, si tratta di un manichino messo appositamente da Diego e dagli atleti della squadra di football. Sono loro infatti i responsabili dello stalking, i quali hanno inscenato tutto per dimostrare che Clay, uscito completamente di testa, sa qualcosa dell'omicidio di Bryce e ora lo possono tenere in pugno. Clay torna in sala da ballo, con la camicia bianca completamente insanguinata. Gli amici e gli altri studenti lo guardano turbati, con Ani che fugge via, segnando la fine della loro relazione.

## Il campeggio dell'ultimo anno
- Titolo originale: Senior Camping Trip
- Diretto da: Michael Sucsy
- Scritto da: Thomas Higgins

### Trama
Charlie afferma che quest'anno ha trovato un vero gruppo di amici con cui ha superato tante sfide e, alla fine, ci riusciranno anche stavolta.
Passato. Clay e Diego tornano a scuola dopo due settimane di sospensione. Il comitato studentesco, presieduto da Jessica, approva la loro partecipazione al campeggio dell'ultimo anno. Siccome sua madre si è infortunata, Ani non può andare al campeggio e chiede a Jessica di tenere d'occhio Clay, senza però spiegare il segreto che stanno condividendo. I ragazzi ricevono un messaggio spedito da Clay in cui dice che, durante il falò al campeggio, rivelerà pubblicamente cosa hanno fatto. Clay afferma di non esserne l'autore e che qualcuno ha violato il suo account. Il dottor Ellman invita Clay ad affrontare a viso aperto l'ansia che lo attanaglia. L'agente Ted offre a Tony il ruolo di pugile nella squadra di boxe del dipartimento di polizia.
Al campeggio gli studenti sono accompagnati da Lainie e Standall, i quali hanno organizzato una caccia al tesoro nei boschi. Clay partecipa in coppia con Justin e a un certo punto lo perde di vista, dopo averlo accusato di essere tra i sospettati che hanno spedito il messaggio. Lo stesso Clay viene aggredito da qualcuno alle spalle e gettato dentro un crepaccio. Tony accusa Tyler di essere in combutta con Standall, avendoli visti insieme la sera del ballo, mettendolo in guardia da Winston, diventato suo amico solamente per interesse. Jessica vede nuovamente Bryce accusarla di essere una cattiva ragazza e che pagherà per le sue colpe. Ritiratosi dal gioco, Alex va in barca con Zach e, preda dell'euforia, precipita in acqua battendo la testa sul remo. Zach lo riporta a riva, tuttavia mentre stava annegando Alex ha ripreso conoscenza e visto Bryce tentare di tirarlo a fondo. Sfuggito al suo aggressore, Justin raggiunge Diego e gli altri giocatori di football in un capanno, dove presto arrivano anche Jessica, Alex, Zach e Tony. Diego e i giocatori ammettono di aver rubato gli indizi del gioco, ma affermano di non essere i responsabili delle cose strane che stanno avvenendo. Privo di coscienza dentro il crepaccio, Clay sogna di incontrare Monty che gli racconta di essere morto accoltellato nelle docce del carcere. Alla domanda se lo ritiene responsabile della sua sorte, Monty risponde di no.
Clay si risveglia con accanto a sé i tesori del gioco e una corda per risalire in superficie. Intanto, nel capanno i ragazzi giungono alla conclusione che i principali indiziati sono Ani, Tyler e Winston. Clay torna al campo base, proclamandosi vincitore della caccia al tesoro. Questo gli attira i sospetti di essere l'autore dell'intera macchinazione. Il mattino seguente, prima di tornare in città, Winston apre la tenda di Clay e gli domanda se sa chi ha ucciso Bryce.

## Festa in casa
- Titolo originale: House Party
- Diretto da: Brenda Strong
- Scritto da: M.K. Malone & Franky Gonzalez

### Trama
Lainie sottopone la famiglia a un test antidroga, da cui risulta che Clay è positivo. Quest'ultimo accusa Justin di aver scambiato i test, asserendo che da qualche tempo ha ricominciato a bazzicare il suo vecchio quartiere. I genitori stabiliscono, fino a quando non sarà chiaro chi di loro due è il positivo, di mettere entrambi in punizione. Clay si rende conto che probabilmente i genitori hanno installato sui cellulari, regalati a lui e Justin nelle precedenti vacanze natalizie, il gps per controllarli. Un sospetto che guadagna consistenza quando il padre di Jessica ha fatto saltare una festa alcolica organizzata dagli atleti, cui la figlia avrebbe dovuto partecipare assieme a Diego. Clay si rivolge a Cyrus e al suo gruppo di punk per aggirare i controlli e riuscire a organizzare la festa altrove. Winston convince Estela a venire alla festa, dicendole che sarà tenuta una commemorazione di suo fratello Monty. Un tizio mascherato si introduce di notte nella scuola per colpire una telecamera.
Alla festa Justin sorprende Clay fumare della droga con il gruppo dei punk, infuriandosi per aver addossato la colpa del test positivo su di lui che invece sta veramente cercando di ripulirsi. Parecchio alticcio, Clay scommette con Zach che riuscirà ad andare a letto con la ragazza che lo sta fissando da tutta la sera, in cambio Zach gli farà guidare la sua Audi. Clay scopre che la ragazza in questione, Valerie, è la figlia dello sceriffo Diaz. Charlie trova Alex guardare un vecchio film da solo e gli offre dei biscotti alla cannabis. I due ragazzi entrano in intimità, trovando un lato in comune nell'essere due persone non a proprio agio nell'ambiente in cui vivono. Clay perde la verginità con Valerie, affascinata dal trovarsi in compagnia del "pericoloso" ragazzo che suo padre aveva arrestato. Justin confida a Jessica di essere deluso dalla sfiducia che i Jensen nutrono nei suoi confronti, spiegandole che è in ansia per sua madre, tornata a vivere nel loro vecchio quartiere e bisognosa di soldi per tirare avanti. Zach si riappacifica con Chloe, ma scopre che ha un nuovo fidanzato. Winston rivela a Diego che lui e Monty erano amanti, quindi l'alibi per la notte dell'omicidio di Bryce è vero. Intanto, Tony vince il suo primo incontro di boxe con la squadra della polizia e l'agente Ted, affascinato dall'uppercut con cui ha mandato il suo avversario al tappeto, gli prospetta buone possibilità di carriera.
Aaron, il fidanzato di Valerie, si presenta alla festa e attacca Clay per averla importunata. Costui non si sottrae al confronto e inizia a prenderlo a pugni con inusitata violenza, venendo fermato prima che le conseguenze sulla malcapitata vittima possano essere irreparabili. Justin e Tony pedinano Tyler, vedendolo consegnare un pacchetto a un tizio che Justin riconosce come colui che aveva fornito le armi allo stesso Tyler. Onorando la scommessa, Zach lascia guidare la sua auto a Clay. Il ragazzo perde completamente il controllo e, frenando bruscamente, fa cappottare il veicolo oltre l'argine del ponte.

## Giovedì
- Titolo originale: Thursday
- Diretto da: Brenda Strong
- Scritto da: Evangeline Ordaz

### Trama
Zach è sopravvissuto all'incidente e ovviamente non vuole più vedere Clay, non soltanto perché lo ha quasi ucciso, ma anche per essersela squagliata dopo lo schianto. Sentendosi completamente abbandonato dagli amici, Clay è ormai solo. Inaspettatamente, ottiene un colloquio per la Columbia University, ricordandosi di quella domanda che compilò nel cuore della notte e in cui ammise di aver coperto un omicidio. Alla Liberty il preside Bolan proclama il Codice Rosso, l'allarme per il pericolo di un cecchino, ordinando agli studenti di rinchiudersi nei locali in cui si trovano. Inizialmente qualcuno pensa a un'esercitazione, ma col tempo si inizia a comprendere che non è affatto così. Justin trascorre l'isolamento con i compagni di football, Zach e Winston nel laboratorio di fotografia, Tony assieme ad Alex e Charlie in sala studio, mentre Jessica è sola nello stanzino dove si riunisce il suo gruppo anti-violenza. Rimasto solo nel laboratorio di scienze, Clay è tormentato dai fantasmi di Monty e Bryce che lo punzecchiano sul suo voler essere un eroe a tutti i costi.
Tony sospetta che il cecchino sia Tyler e si pente di averlo aiutato a disfarsi delle armi, concedendogli una seconda possibilità. In realtà Tyler non è affatto coinvolto, poiché si è nascosto in bagno con Estela. Charlie aiuta Alex ad affrontare un attacco di panico. Winston confida a Zach che Alex è il primo ragazzo che abbia mai amato (e non Monty). Per sciogliere la tensione, Zach gli rivela di aver pestato Bryce la notte dell'omicidio, fatto di cui si pente, ma che non è stato decisivo per la sua morte. Estela chiede perdono a Tyler per quello che gli ha fatto Monty. Justin fugge al lockdown nello spogliatoio per raggiungere Jessica, la quale gli aveva lasciato un messaggio in cui diceva di amarlo. Tony trova un quaderno pieno di armi nello zaino di Tyler, consegnandolo al decano della Disciplina Hansen Foundry. Dialogando con i fantasmi di Monty e Bryce, Clay ammette di essere pentito di aver addossato al primo la colpa della morte del secondo. Consapevole che è venuto il momento di affrontare la sua paura, Clay rompe l'isolamento e si incammina nel corridoio. Qui incontra il cecchino mascherato che gli punta contro il fucile, scoprendo che si tratta di sé stesso ed è quindi frutto della sua immaginazione. Bolan spinge Clay nel suo ufficio, raccontandogli che si tratta di un'esercitazione concordata con la polizia per mettere gli studenti alla prova.
Bolan comunica la fine dell'isolamento. Tony si accorge che, con il senno di poi, denunciare Tyler è stato un errore che rischia di mettere in pericolo tutti i suoi amici. Zach cerca di ritrattare quello che ha rivelato a Winston, ricevendo solamente promesse generiche che manterrà il segreto. Alex bacia Charlie. Mentre gli studenti tornano a ripopolare i corridoi, Clay perde nuovamente la testa e inveisce contro Bolan per aver terrorizzato tutti con l'esercitazione. Una testa di cuoio tenta di calmarlo, ma Clay è completamente fuori controllo e riesce a impossessarsi della pistola dell'agente. Quando vede Tyler uscire con un accappatoio giallo, poiché era rimasto fermo in bagno in stato di shock, Clay pensa sia stato lui il cecchino e inizia ad agitarsi convulsamente con l'arma in pugno. Alla polizia non resta altra soluzione che colpire Clay con un manganello, portandolo poi in ospedale.
- Altri interpreti: Ian Ousley (Robby Corman)

## Il colloquio per l'università
- Titolo originale: College Interview
- Diretto da: Sunu Gonera
- Scritto da: Allen MacDonald, Hayley Tyler & Evangeline Ordaz

### Trama
Clay si trova sotto osservazione in ospedale, con i medici che stanno valutando se ricoverarlo. Dovendo sostenere l'indomani il colloquio per il college, Clay riesce a fuggire e incontra Ani, appena rientrata in città. Ani confessa di essere stata lei a spedire la sua domanda per il college, correggendo la parte in cui ammetteva di aver coperto l'omicidio. Jessica è additata come responsabile dell'esercitazione che ha terrorizzato la Liberty e in molti chiedono le sue dimissioni da presidente del comitato studentesco. Inoltre, Justin è geloso della sua frequentazione con Diego, ma Jessica puntualizza che è un modo utile per tenerlo d'occhio. Winston suggerisce a Estela che la persona utile a scoprire la verità su Monty potrebbe essere Justin. Clay si reca a casa del dottor Ellman, chiedendogli di ascoltarlo e non contattare la polizia. Terminata la seduta, Ellman restituisce Clay ai suoi genitori. 
Alla Liberty è il giorno dei colloqui per il college. Standall comunica a Justin che sua madre è morta per overdose. Durante il suo colloquio, Justin riconosce di essere stato fortunato a uscire dal tunnel in cui rischiava di precipitare come sua madre, non altrettanto baciata dalla sorte. Justin dà in escandescenza quando i Jensen gli domandano se vuole organizzare un funerale per sua madre. Alex non è soddisfatto del suo colloquio, pensando che la gente si interessi a lui unicamente per i guai del suo passato. Charlie cerca di fargli capire come non sia affatto così. Ani ammette che i suoi amici non sarebbero in grado di descriverla, avendo sempre nascosto la vera sé stessa e mostrato soltanto ciò che voleva far vedere agli altri. Clay tiene il suo colloquio, affermando che i suoi amici sono la cosa a cui tiene di più, al punto di fare qualsiasi cosa per poterli aiutare.
Nora Walker vuole che Ani abbia i soldi del fondo che lei e suo marito avevano destinato all'istruzione di Bryce. Ani non se la sente di accettare, ma Nora insiste affinché possa realizzare qualunque sogno abbia nel cassetto. Dalla finestra Alex fotografa l'incontro tra le due donne. Zach ha dato appuntamento a Diego al molo in cui è morto Bryce. Dopo averlo provocato sul fatto che fa tanti bei discorsi senza produrre fatti, Zach è aggredito da Diego che lo colpisce svariate volte, rivivendo la notte in cui era stato lui a fare altrettanto con Bryce. Zach si prende la colpa della morte di Bryce, ma Diego non dà segno di credergli e lo reputa un pazzo al pari di Clay. Quest'ultimo e Tony, nel frattempo, fermano Tyler prima che possa incontrare il suo intermediario, quando arrivano le volanti della polizia. Il tizio punta la pistola contro Tyler, con Clay che gli urla di lasciarlo in pace. Prima che gli agenti possano intervenire, si sente uno sparo.

## Ammissione/Rifiuto
- Titolo originale: Acceptance/Rejection
- Diretto da: Sunu Gonera
- Scritto da: Sahar Jahani & Thomas Higgins

### Trama
Da alcuni giorni Clay sogna di vivere in un mondo apocalittico, dove guida la resistenza contro l'invasione dei robot e manda Tyler allo sbaraglio, facendogli patire le conseguenze peggiori. La polizia comunica a Clay e Tony che Tyler agiva per loro conto, aiutandoli a sgominare il traffico di armi. Tyler rinfaccia loro di blaterare tanto a proposito dell'amicizia, ma non aver creduto in lui. Justin viene accettato all'università, mentre la lettera di Clay non è ancora arrivata. Anche Jessica e Alex sono stati ammessi, mentre per il momento Ani non ha avuto altrettanta fortuna. Diego accusa Jessica di essersi fidanzata con lui soltanto per depistarlo nell'indagine su Bryce. Zach rischia di non diplomarsi, ma non sembra minimamente preoccupato del suo futuro. Caleb cerca di dissuadere Tony dal continuare a combattere, soprattutto ora che deve affrontare un avversario parecchio impegnativo.
Bolan ha stabilito di installare le telecamere anche in altri luoghi della scuola, a cominciare dagli spogliatoi. Jessica rivela al suo gruppo di aver inizialmente concordato con il preside tutte le misure di sicurezza ma ribadisce di non aver mai saputo della tanto discussa esercitazione. Inoltre, Jessica sorprende Justin, in un vicolo isolato, intento a bucarsi nuovamente, e quest’ultimo le chiede di uscire dalla sua vita, sospettando che in realtà ami Diego e non stia facendo finta. Clay inizia a insospettirsi per il comportamento dei suoi genitori, i quali ultimamente escono spesso per non meglio precisate serate a due. Pedinandoli, scopre che la Liberty ha organizzato incontri segreti con i genitori per illustrare i dispositivi con cui tenere d'occhio i loro figli. Messo in grande difficoltà dal suo avversario sul ring, Tony ha una reazione d'orgoglio e capovolge l'esito della sfida. Un osservatore dell'Università del Nevada gli offre una borsa di studio che Tony però non ha intenzione di accettare. Diego accusa Justin di aver ucciso Bryce, citando un nastro che gli ha fatto ascoltare Winston. I due ragazzi iniziano a picchiarsi, ma poi si ritrovano dalla stessa parte quando un poliziotto interviene e vuole fermare solo Diego, perché è dominicano. Dopo quest'ennesimo episodio di prevaricazione e razzismo da parte della polizia, Jessica e Clay guidano la rivolta degli studenti che si rifiutano di rientrare in classe.
Jessica e Clay avanzano a Bolan la richiesta di ritirare la polizia dalla scuola. Il preside rifiuta e le teste di cuoio sono pronte a intervenire per sgomberare l'area, quando i ragazzi iniziano a lanciare oggetti contro di loro. Nel frattempo, Alex e Zach si sono isolati dal gruppo ed entrano a scuola per compiere danneggiamenti, sentendo di non avere nulla da perdere. Zach trova sulla scrivania di Foundry un rapporto che lo riguarda e ordina ad Alex di squagliarsela, mentre lui affronterà gli agenti in arrivo. All'esterno la situazione precipita e molti ragazzi iniziano ad allontanarsi. Justin lancia il megafono a Clay, il quale incita a non abbandonare il campo di battaglia per continuare a combattere e ricostruire la scuola su nuove fondamenta. Tony difende Tyler dalle manganellate di un agente, venendo preso in custodia da Ted che gli ordina di andarsene, rivelando che è stato lui a chiamare l'osservatore del Nevada per fargli avere un futuro lontano dalla violenza di cui è stata permeata la sua vita. I combattimenti hanno termine quando l'auto del preside Bolan è fatta esplodere. Alex soccorre Charlie, rimasto a terra ferito. Diego ha capito che è stata Jessica a uccidere Bryce perché Justin, durante i tafferugli, ha urlato che la ragazza non può avere guai con la polizia.
Ellman mostra a Clay un filmato in cui lo si vede bruciare l'auto di Bolan. Clay afferma di non ricordarlo ed Ellman risponde che allora hanno un problema. È stato Clay infatti l'autore della scritta su Monty, colui che ha terrorizzato gli studenti al campeggio e che ha distrutto le telecamere a scuola, tutte azioni di cui era inconsapevole. Clay si dichiara pronto ad affrontare i propri demoni interiori.

## Il ballo
- Titolo originale: Prom
- Diretto da: Tommy Lohmann
- Scritto da: Brian Yorkey

### Trama
La Liberty riapre dopo una settimana di chiusura, mentre le indagini sulla rivolta sono ancora in corso. La polizia è disposta a lasciar cadere l'azione penale, a condizione che la scuola individui il responsabile che ha scatenato il caos. Nel frattempo, fino a quando non sarà fatta luce sulla verità, il ballo di fine anno è sospeso. Clay decide che è venuto il momento di rivelare agli amici il suo comportamento dissociativo, prima che Foundry possa scoprirlo. Charlie propone di raccontare la verità ai genitori, tentando di riportarli dalla loro parte per riuscire a ottenere il ballo, un rito di passaggio a cui nessuno degli studenti vuole rinunciare. Clay e Justin confessano ai genitori i loro recenti guai, con il primo che svela il suo disturbo e il secondo di essere ricaduto nella droga. Jessica è disposta a prendersi la responsabilità della rivolta, accettando qualunque sanzione le verrà comminata, in cambio dell'immunità per tutti gli altri studenti e del regolare svolgimento del ballo. Charlie fa coming out con suo padre, spronando Alex a fare altrettanto con la sua famiglia. Charlie viene accolto bene dagli Standall, compreso il fratello di Alex, con cui condivide la passione per il football.
Bolan accoglie la richiesta di Jessica e il ballo di fine anno si svolge regolarmente. La serata sembra procedere nel migliore dei modi, con Charlie e Alex che a grande sorpresa vengono eletti re del ballo. Diego implora Jessica di tornare insieme, riconoscendo che tra loro c'è stato qualcosa d'importante. Zach si presenta accompagnato a una escort, ma finisce per rendersi conto che deve affrontare il problema dell'alcol. Winston immagina di vedere Monty, il quale lo invita a godersi la vita e abbandonare ogni proposito di vendetta. Justin, inizialmente rimasto a casa, decide di raggiungere gli amici e dichiarare il suo amore a Jessica. Clay e Ani riconoscono di non essere riusciti a diventare gli amanti perfetti, accettando di restare amici. All'improvviso Justin, mentre sta ballando con Jessica, ha un malore e sviene privo di sensi.

## Il diploma
- Titolo originale: Graduation
- Diretto da: Brian Yorkey
- Scritto da: Brian Yorkey

### Trama
Justin è ricoverato da una settimana in terapia intensiva. La dottoressa comunica ai Jensen che il ragazzo ha contratto l'AIDS, conseguenza del consumo di droghe e del periodo in cui si prostituiva per strada, soffrendo di un'estesa infezione polmonare e di gravi danni neurologici. Alla notizia che l'amico non sopravviverà, Clay esce di senno e si precipita alla stazione di polizia, venendo tranquillizzato dallo sceriffo Diaz che lo lascia sfogare. Alex e Charlie costringono Zach a smetterla di trovare nell'alcol un rifugio ai propri problemi, facendo visita a Justin nello stesso ospedale in cui morì suo padre. Alex rivela a Winston di essere stato lui a uccidere Bryce. Ora Winston ha le prove per poter andare alla polizia, ma ha bisogno del sostegno di Tyler. Quest'ultimo replica che non intende tradire i propri amici. Il padre di Tony vuole che suo figlio venda l'officina, così da essere libero di poter andare all'università e costruirsi un futuro migliore.
Mentre le condizioni di Justin peggiorano, Clay è ammesso alla Brown University e Foundry gli comunica che è stato eletto portavoce degli studenti per la cerimonia di diploma. Inizialmente Clay non se la sente di tenere un discorso sul futuro, quando Justin sta per morire, ma suo padre lo fa riflettere su come sia riuscito a sopravvivere ai duri anni della scuola. Zach ringrazia il coach Kerba perché è stato a lui a intercedere affinché non fosse punito oltre il necessario per le sue azioni. Kerba offre a Zach l'incarico di allenatore degli attaccanti della squadra, a condizione che si rimetta in carreggiata e ottenga il diploma. I medici comunicano che purtroppo è giunto il momento di staccare Justin dalle macchine. Prima di morire, il ragazzo vede un'ultima volta Jessica e la ringrazia per avergli insegnato ad amare, chiedendo a Clay di tenergli la mano. Al funerale di Justin, Ani sostiene Jessica nell'affrontare il dolore per la perdita dell'unico ragazzo che abbia veramente amato. Terminata la funzione, Winston vuole sapere da Alex le ragioni per le quali ha spinto Bryce giù dal pontile. Alex ringrazia Winston per averlo aiutato a scoprire il suo vero sé stesso, facendogli avere quella felicità che non pensava di meritare. Winston consegna ad Alex il cellulare contenente le prove che lo avrebbero incastrato per l'omicidio, affermando che in fondo è contento di non denunciarlo, visto che continua tuttora ad amarlo.
Tony firma l'atto di vendita dell'officina a Caleb e al suo socio Javi. Diaz informa Standall della definitiva archiviazione del fascicolo su Bryce, facendogli capire che sa quello che ha fatto per proteggere Alex, riconoscendo che anche lui avrebbe fatto lo stesso perché la famiglia viene sempre prima del lavoro. Diego chiede a Jessica di poter riprendere il loro rapporto, concedendole tutto il tempo di cui avrà bisogno per dimenticare Justin. Clay trova sull'uscio di casa le cassette di Hannah Baker, spedite dalla madre della ragazza perché le conservassero lui e Tony. Ellman racconta a Clay di essere stato anche lui un ragazzo problematico, ma sulla sua strada ha trovato una persona che è stata capace di aiutarlo a diventare migliore. Clay decide così di raccontare al terapista l'intera storia del liceo, sin dal giorno in cui ricevette le cassette la prima volta. Alla consegna dei diplomi, il preside Bolan riconosce gli errori commessi e spera che essi possano aiutare tutti loro ad andare avanti. Jessica promette di smussare i lati spigolosi del suo carattere, pur non rinunciando alle battaglie combattute negli anni del liceo. Clay sottolinea come l'odio abbia causato troppe vittime (Jeff, Hannah, Bryce, Monty e Justin) che non sono presenti alla cerimonia, ma bisogna cercare di vivere le nuove esperienze che riserverà loro il futuro.
I ragazzi sotterrano la scatola di Hannah nel luogo in cui Clay ascoltò la prima cassetta. Clay si commuove leggendo lo scritto che Justin aveva spedito nella domanda d'ammissione al college, dove lo indicava come il fratello che gli aveva cambiato la vita e aiutato a sentirsi parte di una vera famiglia. Clay accompagna Tony in Nevada a vedere la sua nuova università, a bordo della Mustang rossa che li accompagnerà nella loro nuova avventura.